# William McMaster Murdoch
William McMaster "Will" Murdoch, RNR (ngày 28 tháng 2 năm 1873 − 15 tháng 4 năm 1912) là một thủy thủ người Scotland, từng là thuyền phó trên RMS Titanic, nơi ông đang làm việc cho White Star Lines. Ông là sĩ quan phụ trách trên đài chỉ huy thuyền trưởng trong đêm con tàu Titanic đã va chạm với một tảng băng trôi ở Đại Tây Dương. Ông là một trong 1.500 người chết trong thảm họa này.